# António José Luís dos Reis
António José Luís dos Reis (* 8. Februar 1949 in Funchal, Madeira) ist ein portugiesischer Bauingenieur und Tragwerksplaner.
António Reis schloss 1972 sein Studium am Instituto Superior Técnico (IST) ab. 1977 promovierte er an der University of Waterloo (UW) in Waterloo, Ontario, Kanada. 1981 habilitierte (Agregação em Engenharia de Estruturas) er an der IST, wo er Lehrstuhlinhaber von 1985 bis zur Emeritierung 2012 war.
Er erhielt zahlreiche Preise für seine Leistungen im Brückenbau und der Tragwerksplanung, unter anderem 1997 den Prémio Sécil für die Ponte João Gomes in Funchal, Preise der European Convention for Constructional Steelwork (ECCS) für das Dach des Estádio do Dragão sowie für die Ertüchtigung der Ponte Dom Luís I in Porto und der International Association for Bridge and Structural Engineering (IABSE) für die Ertüchtigung der Ponte Samora Machel über den Sambesi in Mosambik.
Zu seinen Brückenbauten gehören neben der Ponte João Gomes die Ponte dos Socorridos in Madeira, die Ponte do Freixo in Porto und die Ponte Rainha Santa Isabel in Coimbra.